# Srđevići (Republika Serbska)
Srđevići (cyr. Срђевићи) – wieś w Bośni i Hercegowinie, w Republice Serbskiej, w gminie Gacko. W 2013 roku liczyła 50 mieszkańców.